# Cobalt 60

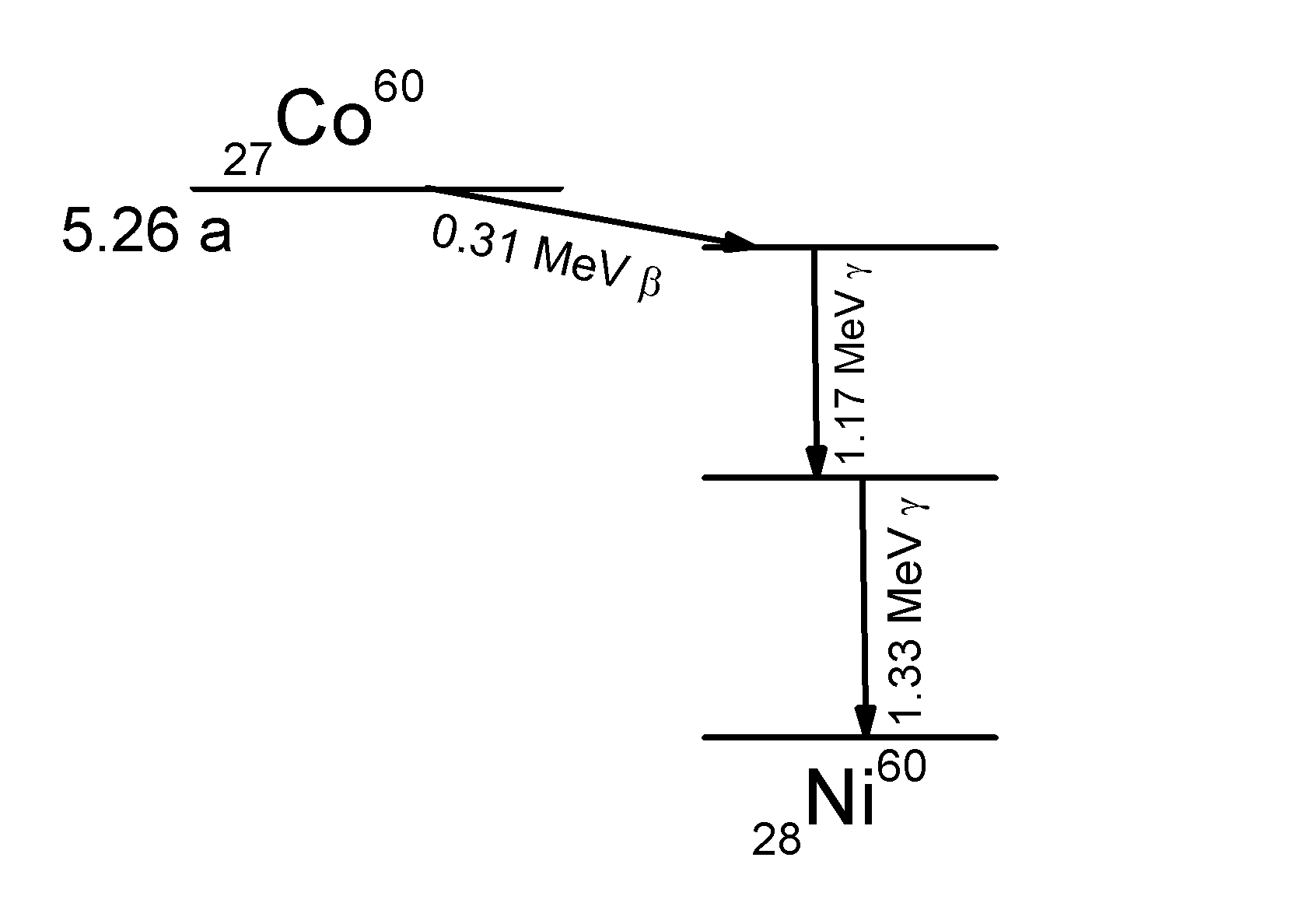
Esquema de decaïment del ^{60}Co.

El cobalt 60 (60Co o Co-60) és un isòtop radioactiu sintètic del cobalt, amb un període de semidesintegració de 5,27 anys. 60Co decau per desintegració beta a l'isòtop estable níquel 60 (60Ni). En el procés de desintegració, 60Co emet un electró amb una energia de 315 keV i després el nucli activat de 60 Ni emet dos raigs gamma amb energies d'1,17 i 1,33 MeV, respectivament. L'equació de la captura neutrònica i desintegració és la següent:
59
27Co + n → 60
27Co → 60
28Ni + e− + ν
e
 + γ.

## Activitat
L'activitat d'un gram 60Co és de 44 T Bq (aproximadament 1100 curies). Així, per exemple, una quantitat de 60 mg de 60Co genera una dosi d'1 mSv en l'interval d'una hora a 1 metre de distància. La ingesta de 60Co fa que s'aconsegueixi la mateixa dosi en pocs segons.
Les altes energies dels raigs gamma impliquen una diferència de massa entre el 60Ni i el 60Co de 0,003 u. Això equival a 20 Watts per gram, aproximadament 30 vegades superior a la del 238Pu.
Una dosi de cos sencer d'aproximadament 3 a 4 Sv mata al 50% d'una població en dies o setmanes, i es pot acumular pocs minuts d'exposició a 1 g de 60Co.

## Aplicacions
L'energia de les β és baixa i poc penetrant el que fa senzill el seu blindatge, però els raigs gamma emesos tenen energies al voltant dels 1,3 MeV i són altament penetrants.
Les principals aplicacions del 60Co són:
- Element traça de cobalt en reaccions químiques.
- Esterilització d'equip mèdic.
- Font de radiació per radioteràpia mèdica,
- Font de radiació per radiografia industrial.
- Font de radiació per anivellar artefactes i verificar gruixos.
- Font de radiació per irradiació dels aliments.
- Font de radiació per a ús de laboratori.

La creació de 60Co és una important etapa en la nucleosíntesi. Sense l'etapa 60Co, no podrien formar els elements Núm. 27-83 en supernoves. ~ chirata / cobalt.html El 60Co artificial es crea bombardejant un blanc de 59Co amb una font de neutrons lents, normalment 252Cf moderats amb aigua per desaccelerar els neutrons, o en un reactor nuclear com el CANDU, on barres d'acer es reemplacen per Co-59. 60Co és també un actiu isòtop en la bomba de cobalt.
Després d'entrar a l'organisme, gran quantitat del 60Co s'excreta en les femtes. Una petita quantitat s'absorbeix pel fetge, ronyons, i ossos, on una perllongada exposició a la radiació gamma pot causar càncer.
La barreja accidental d'una font radioactiva amb cobalt pot formar acer radioactiu. Un exemple va ser l'accident de radiació el 6 de desembre de 1983, on una font descarregada (per a ús mèdic) de Co-60 va causar contaminació de 5.000 t d'acer.